# 青森県道143号南部田子線
青森県道143号南部田子線（あおもりけんどう143ごう なんぶたっこせん）は、青森県三戸郡南部町から三戸町を経由して田子町に至る一般県道である。

## 概要
南部町沖田面字上村で青森県道258号三戸南部線から連続してすぐに国道4号の高架下を通り、三戸町貝守までは猿部川にほぼ沿って西へ進む。そこから路線が南下し、田子町田子で国道104号に接続する。

### 路線データ
以下は青森県例規集に収録されているデータである。
- 起点 : 三戸郡南部町大字沖田面字上村
- 終点 : 三戸郡田子町
- 重要な経過地 : 三戸郡三戸町

## 歴史
- 1961年（昭和36年）2月10日 - 県道に認定される[1]。

## 路線状況

### 重複区間
- 青森県道45号十和田三戸線 - 三戸郡三戸町川守田 - 三戸町袴田字宇文治屋敷

## 地理

### 通過する自治体
- 三戸郡
  - 南部町
  - 三戸町
  - 田子町

### 交差する道路
- 青森県道258号三戸南部線（三戸郡南部町大字沖田面字上村、起点）
- 青森県道45号十和田三戸線（三戸郡三戸町川守田）
- 青森県道45号十和田三戸線（三戸町袴田字宇文治屋敷）
- 青森県道217号貝守斗内線（三戸郡三戸町貝守）
- 青森県道216号戸来岳貝守線（三戸郡三戸町貝守）
- 国道104号（終点）
  - 青森県道32号二戸田子線（終点から国道104号経由100 m）

### 沿線の施設
- 古町温泉